# Fort Dykhausen

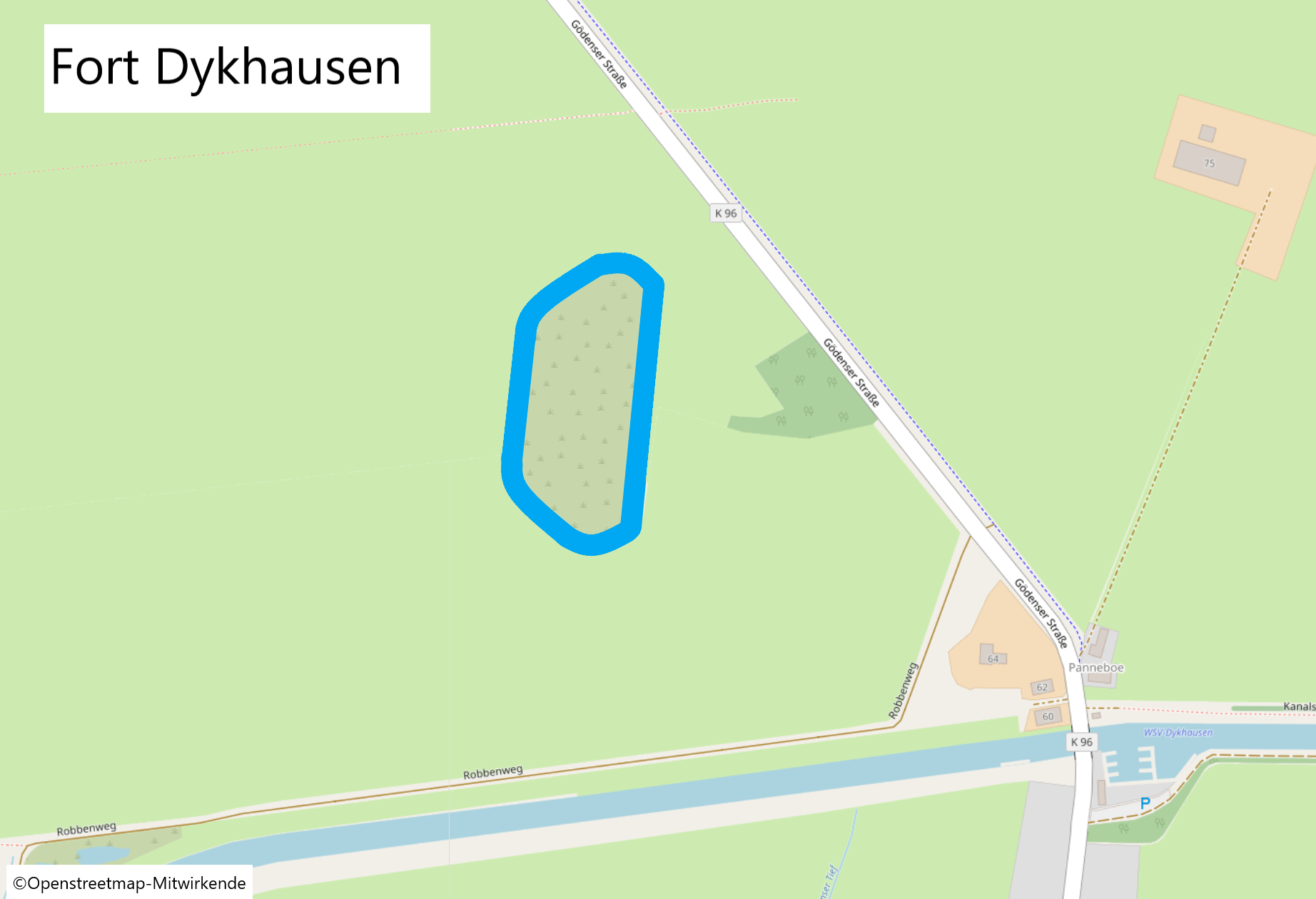
Lage des Forts Dykhausen

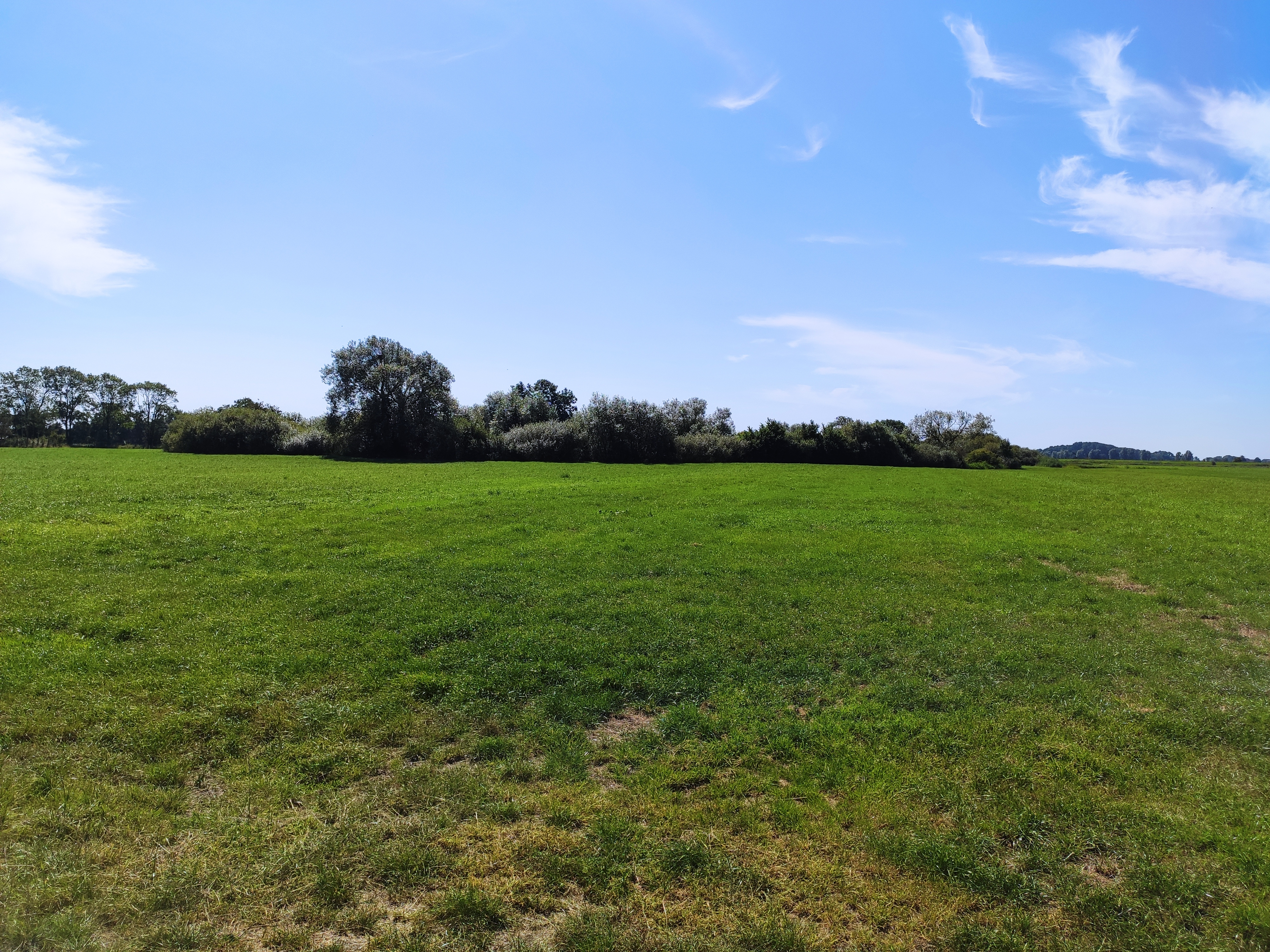
Das überwachsene Fort von Norden.

Das Fort Dykhausen beim gleichnamigen Ort war eine Befestigungsanlage zum Schutz des Kriegshafens Wilhelmshaven.

## Lage und Aufbau

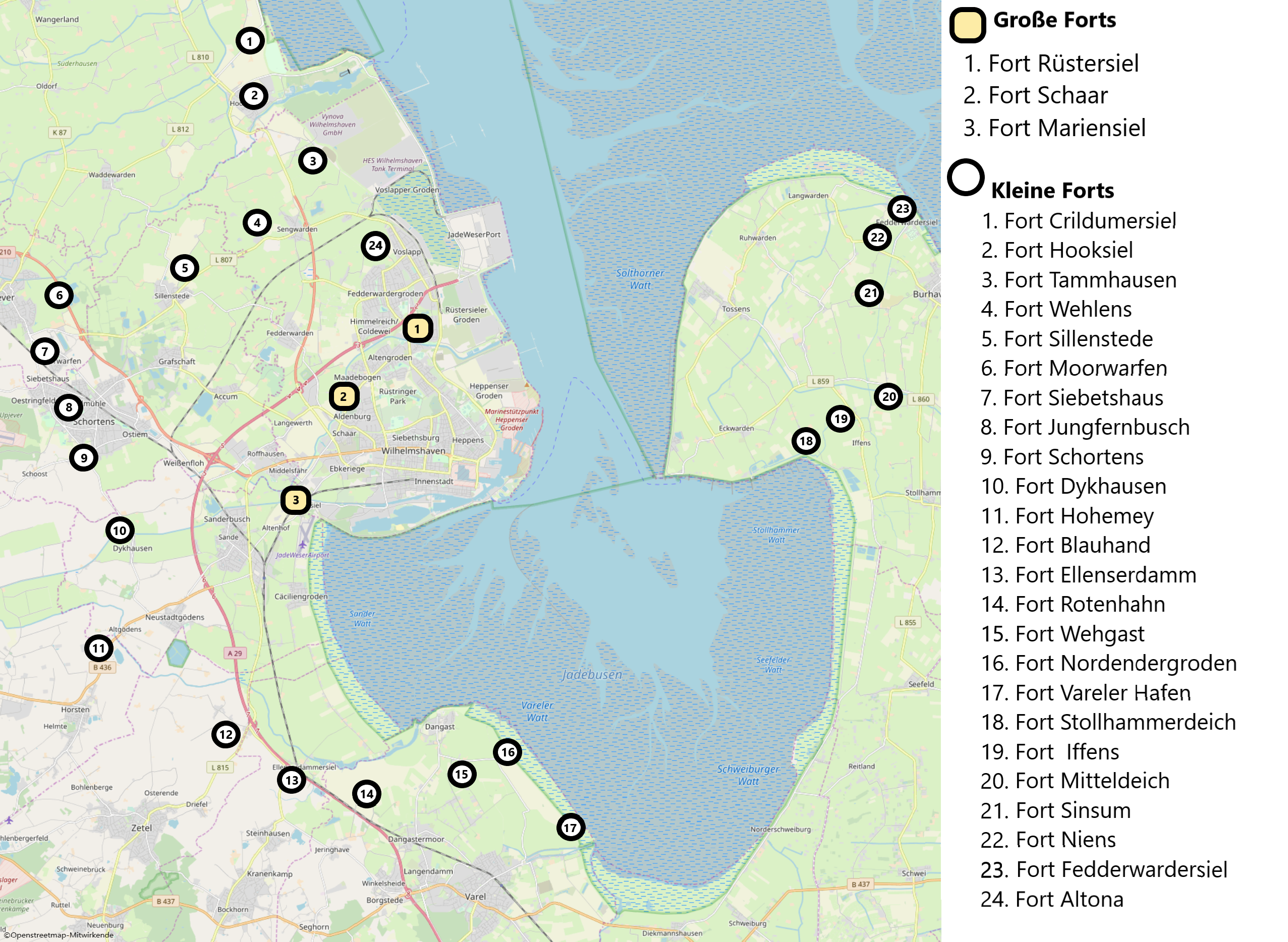
Position der Forts zum Schutz Wilhelmshavens.

Das Fort wurde als geschlossene Lünette errichtet. Die Anlage war für zwei Züge Infanterie (~80 Mann) ausgelegt. Es befindet sich westlich der K 98, südlich befindet sich der Ems-Jade-Kanal. Das Fort hat eine Länge von 180 Metern und eine Breite von 80 Metern. Der Eingang des Forts befindet sich im Osten. Der Wassergraben und die Erdwälle der Anlage sind noch erhalten.

## Geschichte
Das Fort Dykhausen wurde zwischen 1914 und 1916 während des Ersten Weltkriegs errichtet. Es hatte einen Gruppenunterstand mit Munitionsbunker. Nördlich der Anlage lag die Flakbatterie Dykhausen-Nord und die Flak-Batterie Marienhausen. Südlich des Forts befand sich die Flakbatterie Dykhausen-Süd. Während des Zweiten Weltkrieges war es entgegen der meisten anderen Anlagen nicht in die Luftverteidigung Wilhelmshavens eingebunden. 1954 wurden die Gebäude gesprengt. Heute befindet sich an der Stelle des Infanterieraumes ein Teich.

## Weblinks

Panorama der Landschaft nördlich von Fort Dykhausen.